# Hrabstwo Oettingen
Hrabstwo Oettingen – nieistniejące już państwo w południowych Niemczech. Część składowa Świętego Cesarstwa Rzymskiego.
Historia Oettingen sięga początków XII wieku. Pierwszy jego graf Ludwik I zmarł w 1141 r. Kolejni władcy powiększali państwo i walczyli o jego niepodległość. Żyjący w XV wieku graf Wilhelm znacznie powiększył Oettingen. W 1442 r. przyjął on tytuł księcia.